# Sendelbach (Engelthal)
Sendelbach ist ein Gemeindeteil der Gemeinde Engelthal im Landkreis Nürnberger Land (Mittelfranken, Bayern). Die Gemarkung Sendelbach hat eine Fläche von 2,403 km². Sie ist in 697 Flurstücke aufgeteilt, die eine durchschnittliche Flurstücksfläche von 3448,10 m² haben. In ihr liegt neben dem namensgebenden Ort der Gemeindeteil Krönhof.

## Geografie
Beim Dorf fließen der Hopfengraben und der Hinterlohgraben zum Sandbach zusammen, einem linken Zufluss der Pegnitz. Die Staatsstraße 2404 führt nach Gersberg (1,5 km südwestlich) bzw. nach Henfenfeld (2,1 km nordöstlich). In der Ortsmitte zweigt von dieser Straße eine Gemeindeverbindungsstraße ab, die an Krönhof vorbei zur Kreisstraße LAU 5 führt (1,5 km östlich).

## Geschichte
Die erstmalige schriftliche Erwähnung Sendelbachs fand am 14. Februar 903 statt. An diesem Tag wurde von König Ludwig IV. ein Dokument ausgefertigt (wohl unter der Regie seiner Vormünder, da der König zu diesem Zeitpunkt erst neun Jahre alt war), mit dem er das Dorf „Teorinhova“ an das Regensburger Kloster Sankt Emmeram übereignete. In dieser Urkunde wird unter anderem erläutert, dass Teorinhova einen Teil des Gutskomplexes Ottensoos bildet und in der Nähe des Ortes Sentilapah liegt.
Der Name von Sendelbach deutet auf die Lage an einem Bach hin, der sandige Ufer hat. Dieses Gewässer heißt noch heute Sandbach und entsteht am nordwestlichen Ortsrand von Sendelbach aus der Vereinigung der beiden Bachläufe des Hinterlohgraben und des Hopfengraben.
Zusammen mit Engelthal ging Sendelbach infolge des Landshuter Erbfolgekrieges in den Besitz der Reichsstadt Nürnberg über und wurde zum Teil des 1565 gebildeten nürnbergischen Pflegamtes Engelthal.
Mit dem Gemeindeedikt (frühes 19. Jahrhundert) wurde Sendelbach dem Steuerdistrikt Henfenfeld zugewiesen. Zugleich entstand die Ruralgemeinde Sendelbach, zu der Krönhof gehörte. Sie unterstand in Verwaltung und Gerichtsbarkeit dem Landgericht Hersbruck. Im Zuge der Gebietsreform in Bayern wurde die Gemeinde am 1. Juli 1972 nach Engelthal eingegliedert.

## Sehenswertes im Ort und der Natur

### Baudenkmäler

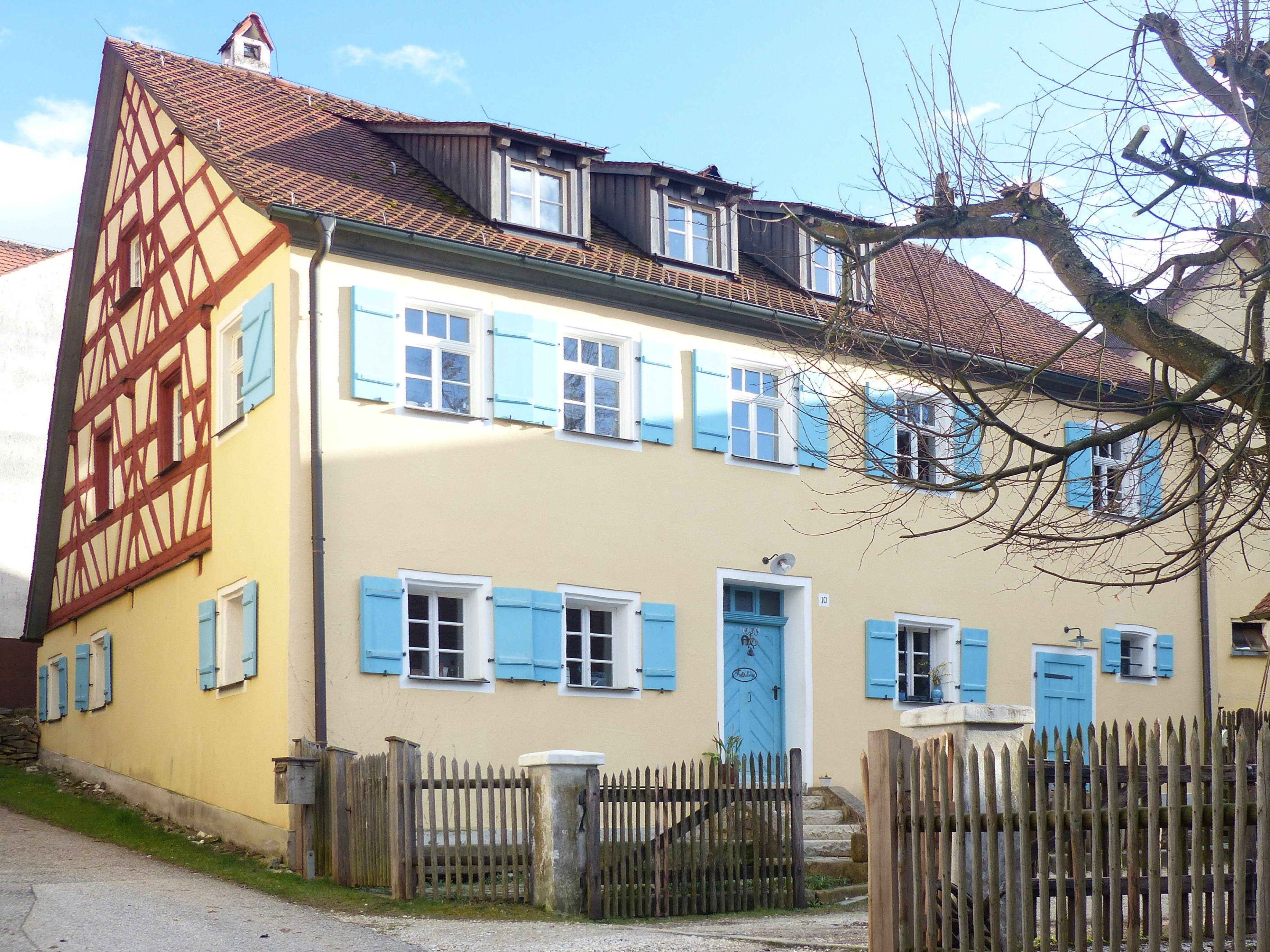
Ehemaliges Wohnstallhaus

In Sendelbach befinden sich drei Baudenkmäler, darunter ein aus der Mitte des 18. Jahrhunderts stammendes ehemaliges Wohnstallhaus eines Bauernhofs.

### Hutanger
Während der in der Hersbrucker Alb bestehenden Weidewirtschaft besaß die Gemeinde Sendelbach insgesamt sechs Hutanger. Die ortsüblichen Bezeichnungen dieser Weidefleichen waren „Krönhofer“ (bei der Einöde Krönhof), „Säuanger“ (in Richtung Engelthal), „Birge“ (in Richtung Henfenfeld), „Veller“ (zwischen Engelthal und Henfenfeld), „Eile“ (in Richtung Engelthal, zwischen Sendelbach und Peuerling), und „Schafkoppe“ (eine Fortsetzung des Angers Eile, zwischen Peuerling und Krönhof). Nach der zu Beginn der 1960er Jahre erfolgten Aufgabe der Weidewirtschaft verwilderten diese Hutanger allmählich. Erst in den letzten Jahren erfolgte durch die im Rahmen eines Projektes durchgeführte Entbuschung eine teilweise Wiederherstellung des ursprünglichen Zustands dieser Anger.